# Кодзима Таканори
Кодзима Таканори (яп. 児島高徳/兒嶋髙德/小島高徳, умер в 1382/1383?) — политический и государственный деятель средневековой Японии, предположительный главный редактор «Записок о великом мире» (яп. 太平記, тайхэйки).

## Биография
Единственным историческим источником, повествующем о Кодзима Таканори, являются «Записки о великом мире». 41 том военного эпоса описывает о событиях истории Японии с 1318 по 1368 годы. Помимо основного текста на существование Кодзима Таканори косвенно указывают вариации «Записок», а также параллельная документация кланов западной Японии. Рай Санъё (яп. 頼山陽,1780—1832), японский мыслитель второй половины эпохи Эдо, опираясь на данную информацию и другие источники, в разделе «Неофициальной истории Японии» (яп. 日本外史, нихон гайси) подробно описал приключения Таканори.

#### Восстание Го-Дайго
В 1331 году государь Го-Дайго (яп. 後醍醐天皇, 1288—1339) поднял восстание против сёгуната Камакура. Кодзима Таканори вместе со своим отцом планировал присоединиться к тэнно, но Го-Дайго был схвачен и отправлен в ссылку на остров Оки. Между 27 марта и 26 апреля 1332 года государь под охраной трех тысяч воинов следовал к месту заключения. Отряд под предводительством Кодзима готовил две засады, чтобы освободить Го-Дайго, но потерпел неудачу.
После этого Кодзима Таканори пробрался в сад временной стоянки опального правителя и вырезал на коре сакуры произведение в стихотворной форме на китайском языке:
| 天莫空勾踐 時非無范蠡 | Тэн Ко: сэн о мунасю суру накарэ токи ни Ханрэй наки ни си мо арадзу | О, небеса! Не надо нового Гоу Цзяня. Уже нашёлся преданный Фан Ли Перевод В. Н. Горегляда |

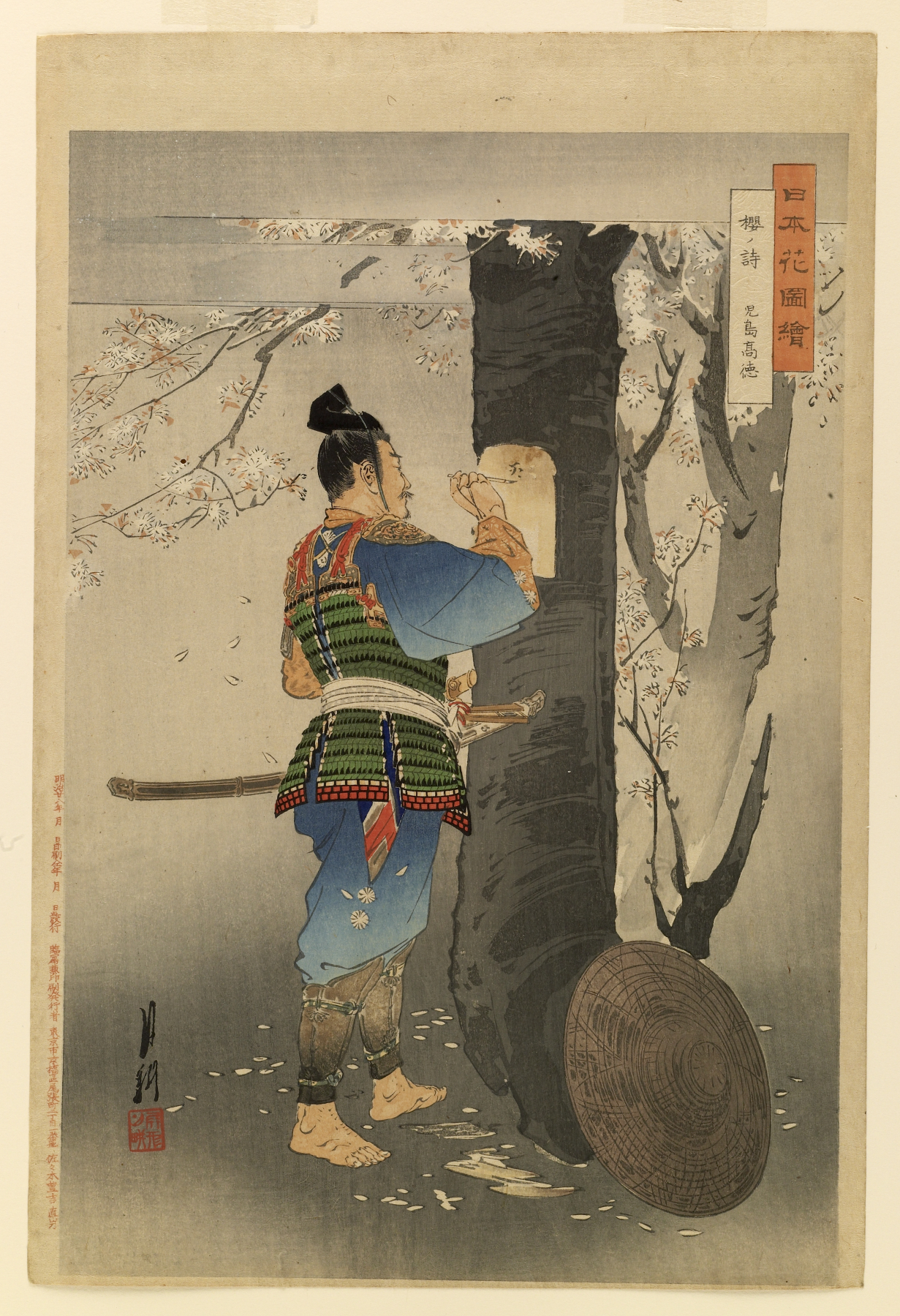
Художник Огата Гэкко «Кодзима Таканори. Стихотворение на сакуре» (1895), Художественный музей Уолтерс.

В данном произведении Кодзима Таканори сделал отсылку к китайскому документу эпохи Хань, «Историческим запискам» (кит. трад. 史記, ши цзи). В южном Китае постоянно враждовали соседние княжества У и Юэ. Гоуцзянь (яп. こうせん, Косэн, ?—465), правитель Юэ, вступил в бой с У, но проиграл, попал в плен, пережил множество бедствий и только через 20 с лишним лет смог одержать победу. Его слуга, Фан Ли (яп. はんれい, Ханрэй, ?—?), всячески поддерживал князя, собирая средства и людей для ведения войны. Другими словами, это стихотворение можно трактовать следующим образом: «Не отчаивайтесь, государь! У Вас ещё есть свой преданный Фан Ли!».
Го-Дайго высадился на берег Западной Японии в 1333 году, Кодзима Таканори же вступил в его войско.
В 1335 году в провинции Биттю вспыхивает восстание, которым руководил Асикага Такаудзи (яп. 足利尊氏, 1305—1358), и Таканори отправляется на его подавление. Однако, в результате боевых действий военачальник лишился замка Мицуйси, а большинство членов его семьи было убито. В следующем году Таканори совместно с Нитта Ёсисада (яп. 新田義貞, 1301—1338) совершил нападение на Акамацу Норимура (яп. 赤松則村, 1277—1350), но потерпел серьёзное поражение. Его отец, Норинага, покончил жизнь самоубийством, а сам Таканори чудом спасся, сбежав с поля боя.
Таканори участвовал в штурме столицы и распределении наград после победы над сёгунатом, а также в обороне города от мятежных братьев Асикага в 1336 году.

#### Период Северного и Южного дворов
В 1337 году был создан Южный Двор, который вел боевые действия против сёгуната Муромати. С 1337 по 1341 годы Таканори воевал в провинции Этидзэн на стороне Го-Дайго. В результате поражения он бежал в ставку Южного Двора, приняв постриг. В 1342 году Таканори участвовал в высадке на Сикоку, сражался в провинции Бидзэн. В 1352 году вместе с другими военачальниками Двора пытался отбить столицу.

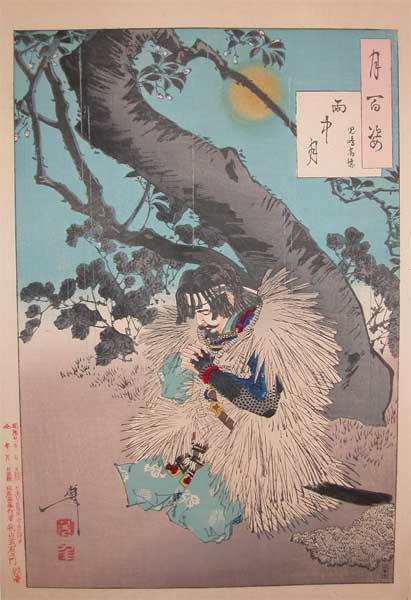
Художник Цукиока Ёситоси «Дождливая луна» (Кодзима Таканори молится под вишневым деревом) (1889).

Существует версия, что в старости Кодзима Таканори, прожив насыщенную жизнь, был одним из основных составителей «Записок о великом мире». Однако, данный вопрос является дискуссионным, хотя подробное описание деятельности Таканори и указания других исторических источников позволяют сделать вывод, что за его фигурой стоит реальный человек.

## В культуре
В честь Кодзима Таканори построены шесть синтоистских святилищ, шесть буддийских храмов и два замка. В эпоху Мэйдзи на банкноте в 2 иены был изображен его портрет, а в 1883 году ему был присужден старший IV ранг придворной иерархии (яп. 正四位), а в 1903 году — младший III ранг (яп. 従三位) посмертно.
Множество гравюр конца XIX — начала XX веков изображают Кодзима Таканори, в публицистике имперской Японии он выступает в качестве примера для подражания.
В 1960 году ультранационалист Отоя Ямагути, убив Инэдзиро Асануму, главу Социал-демократической партии Японии, попал в тюрьму и покончил с собой. Кумиром Ямагути был Кодзима Таканори.